# Eroare de măsurare
Eroarea de măsurare este valoarea măsurată a mărimii minus o valoare de referință a mărimii.

## Sursa
OIML V 2-200 International Vocabulary of Metrology - Basic and General Concepts and Associated Terms (VIM)